# 폴란드 육군 박물관
폴란드 육군 박물관(폴란드어: Muzeum Wojska Polskiego)은 폴란드 마조프셰주 바르샤바에 있는 군사박물관이다. 1920년 폴란드 제2공화국 시절에 설립되었으며, 예전에는 폴란드 국립박물관 건물의 한 윙을 차지했으나, 현재는 바르샤바 성채에 자체 건물을 사용하고 있으며, 폴란드에 여러 지부가 있다. 바르샤바에서 두 번째로 큰 박물관이며, 폴란드에서 가장 큰 군사 유물 컬렉션이다. 이 컬렉션은 10세기부터 제2차 세계 대전까지 폴란드 군사의 천 년 역사를 보여준다.